# Белов, Юрий Владимирович (художник)
Юрий Владимирович Белов (27 мая 1929, Ленинград, СССР — 23 июля 2017) — советский художник, живописец, член Ленинградской организации Союза художников РСФСР.

## Биография
Юрий Владимирович Белов родился в Ленинграде 27 мая 1929 года в семье врачей. В годы Великой Отечественной войны подростком пережил блокаду Ленинграда, за участие в обороне города награждён медалью «За оборону Ленинграда».
В 1941—1949 годах занимался в Средней художественной школе при Академии художеств. По окончании в 1949 поступил на живописный факультет Ленинградского института живописи, скульптуры и архитектуры имени И. Е. Репина. Занимался у Владимира Серова, Петра Белоусова, Ивана Сорокина, Ивана Степашкина. Большое влияние на формирование молодого художника оказали, по признанию Юрия Белова, занятия у известного ленинградского живописца В. А. Серова.
В 1955 году Ю. В. Белов окончил институт по мастерской Рудольфа Френца с присвоением квалификации художника живописи. Дипломная работа — жанровая картина «Рабочий — новатор».
С 1954 года Ю. В. Белов участвовал в городских, республиканских, всесоюзных и международных выставках, экспонируя свои работы вместе с произведениями ведущих мастеров изобразительного искусства Ленинграда. Писал портреты, пейзажи, натюрморты, жанровые и исторические картины. Член Ленинградского отделения Союза художников РСФСР с 1960 года.
Скончался 23 июля 2017 года в Ленинграде на 89-м году жизни.

## Творчество
Одной из главных тем творчества художника в 1960—1980 годы стал образ В. И. Ленина, история большевизма и революционного движения в России. Живописная манера Ю. Белова, «основанная на строгом объективизме, конструктивной роли рисунка и тональном колорите, в 1970—1980 годы развивается в сторону усиления декоративности и импрессионистического обогащения, локального цвета и обобщённости формы».
Среди созданных Беловым произведений картины «Натурщик в костюме охотника» (1952), «В. И. Ленин предлагает резолюцию о вооруженном восстании» (1954), «Портрет П. И. Кулябко, члена КПСС с 1898 года» (1956), «Бабушка с внучкой» (1958), «Портрет А. П. Беловой» (1959), «Мечта» (1961), «Портрет М. Ф. Михедько» (1962), «В. И. Ленин у путиловцев 28 октября 1917 года» (1964), «Портрет М. Д. Шостаковича» (1965), «Гости ушли» (1970), «Портрет дояра В. Алексеева» (1971), «Гурзуф. Весенние цветы» (1972), «Натюрморт с бюстом Гермеса» (1976) и другие.
Персональные выставки Юрия Белова состоялись в Ленинграде (1965, 1973, 1974, 1976, 1980, 1985, 1986, 1989, 1992, 1994), Москве (1977), Пскове (1978), Львове (1977), Новгороде (1975, 1989), Марселе (1993).
Произведения Юрия Белова находятся в музеях и частных собраниях в бывшем СССР, а также во Франции, США, Германии и в других странах.

## Выставки
- 1956 год (Ленинград): Осенняя выставка произведений ленинградских художников 1956 года.
- 1958 год (Ленинград): Осенняя выставка произведений ленинградских художников 1958 года.
- 1960 год (Ленинград): Выставка произведений ленинградских художников в Государственном Русском музее.
- 1961 год (Ленинград): Выставка произведений ленинградских художников 1961 года.
- 1962 год (Ленинград): Осенняя выставка произведений ленинградских художников 1962 года.
- 1964 год (Ленинград): Ленинград. Зональная выставка произведений ленинградских художников 1964 года.
- 1965 год (Москва): Советская Россия. Вторая Республиканская художественная выставка 1965 года.
- 1967 год (Москва): Советская Россия. Третья Республиканская художественная выставка 1967 года.
- 1969 год (Ленинград): Весенняя выставка произведений ленинградских художников 1969 года
- 1970 год (Ленинград): Выставка произведений ленинградских художников, посвящённая 25-летию победы над фашистской Германией.
- 1971 год (Ленинград): Наш современник. Каталог выставки произведений ленинградских художников 1971 года.
- 1973 год (Ленинград): Наш современник. Третья выставка произведений ленинградских художников 1973 года
- 1975 год (Ленинград): Наш современник. Зональная выставка произведений ленинградских художников 1975 года.
- 1976 год (Москва): Изобразительное искусство Ленинграда. Ретроспективная выставка произведений ленинградских художников.
- 1977 год (Ленинград): Выставка произведений ленинградских художников 1977 года, посвящённая 60-летию Великого Октября.
- 1978 год (Ленинград): Осенняя выставка произведений ленинградских художников 1978 года.
- 1994 год (Ленинград): Выставка «Ленинградские художники. Живопись 1950-1980 годов» в залах Ленинградского Союза художников.
- 1994 год (Ленинград): Выставка «Этюд в творчестве ленинградских художников 1940-1980 годов» в Мемориальном музее Н. А. Некрасова.
- 1995 года (Ленинград): Выставка «Лирика в произведениях художников военного поколения. Живопись. Графика» в Мемориальном музее Н. А. Некрасова.
- 1995 год (Ленинград): Персональная выставка произведений Юрия Владимировича Белова в залах Ленинградского Союза художников
- 1997 год (Ленинград): Выставка «Натюрморт в живописи 1940—1990 годов. Ленинградская школа» в Мемориальном музее Н. А. Некрасова